# Biserica de lemn din Novaci-Străini

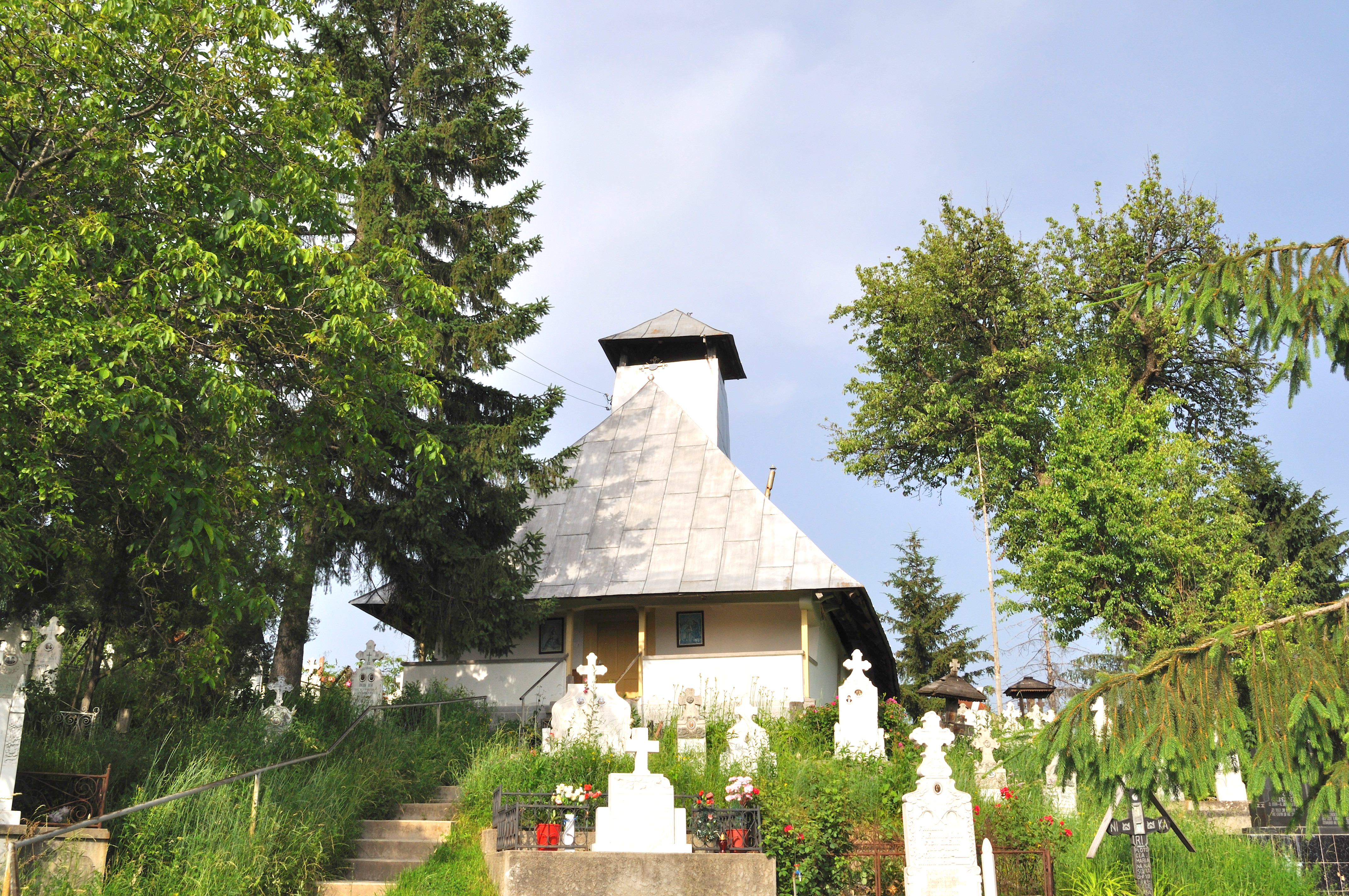
Biserica de lemn „Nașterea Maicii Domnului” din Novaci-Străini, oraș Novaci, județul Gorj, foto: iunie 2010.

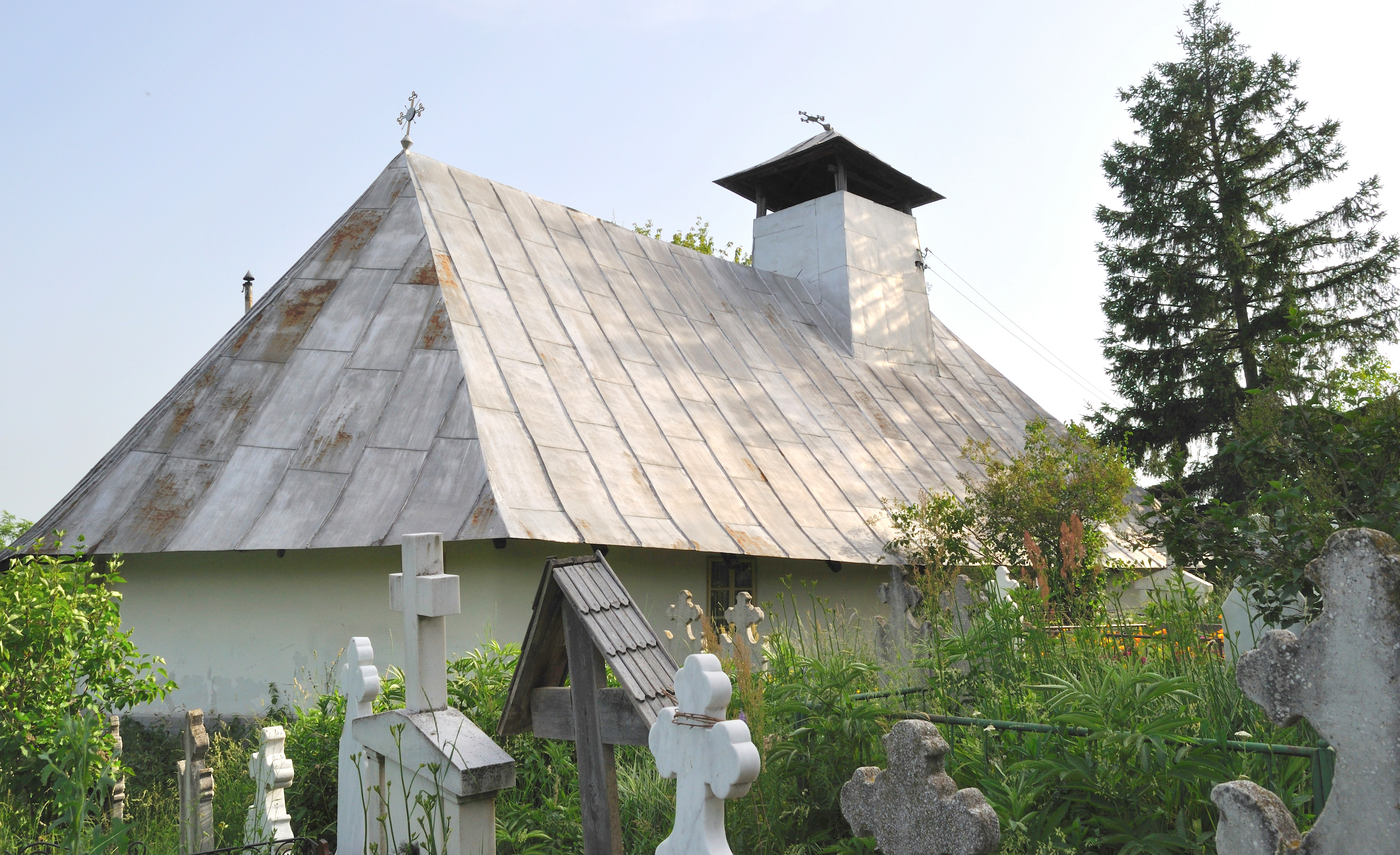
Biserica (nord-est)

Biserica de lemn din Novaci-Străini, oraș Novaci, județul Gorj, a fost construită în secolul XIX (1864). Are hramul „Nașterea Maicii Domnului”. Biserica nu se află pe noua listă a monumentelor istorice.

## Istoric și trăsături
Biserica filie „Nașterea Maicii Domnului” aparține de parohia Novaci. Este așezată pe șoseaua Novaci-Sebeș, la 1,5 km de centrul orașului. A fost construită pe temelia bisericii zidită la anul 1803 de Coman Călușeriu, venit din Poiana Sibiului, care a ars în 1854 până la temelie. A fost clădită de proprietarii Palada în anul 1864 în forma care este astăzi și deservește enoriașii din satul Novaci-străini.
Biserica este clădită din lemn, pe o temelie de piatră, tencuită cu var pe dinăuntru și afară, cu o turlă deasupra naosului. Nu este pictată în afară de catapeteasmă. Are formă de corabie și este acoperită cu tablă zincată. Nu are inscripții interioare sau exterioare. Patrimoniul mobil cuprinde 8 icoane, cea mai veche datează de la 1816. Icoanele Împărătești, cu Domnul Iisus Hristos și Sfânta Fecioară Maria, sunt pictate în 1865 de pictorul Pârvulescu, iar icoanele cu Sfântul Ierarh Nicolae și Adormirea Maicii Domnului de zugravul Georgică Damoca, în 1862, respectiv 1863. În stânga bisericii se află clopotnița.

## Imagini din exterior

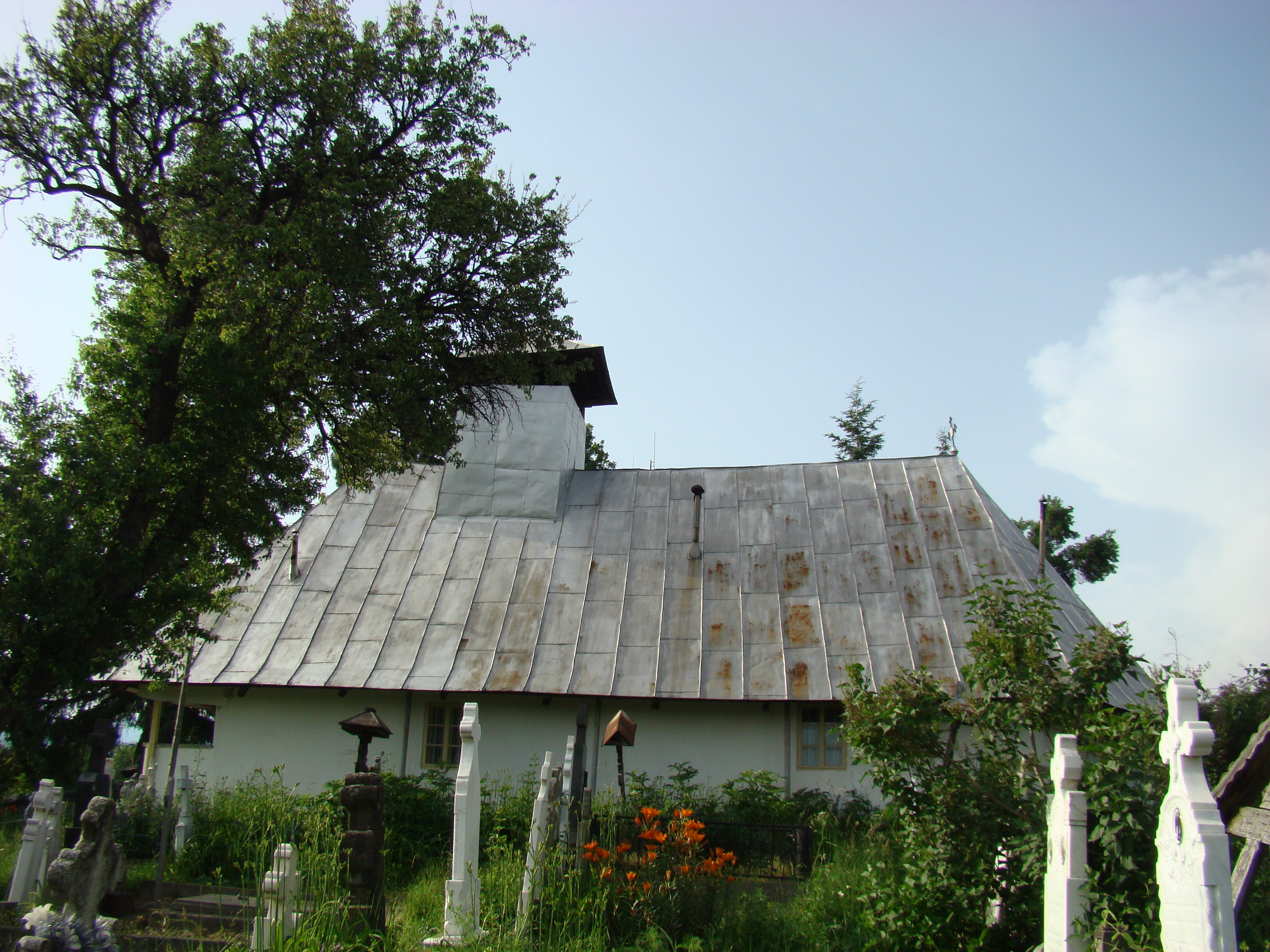
Biserica (sud)
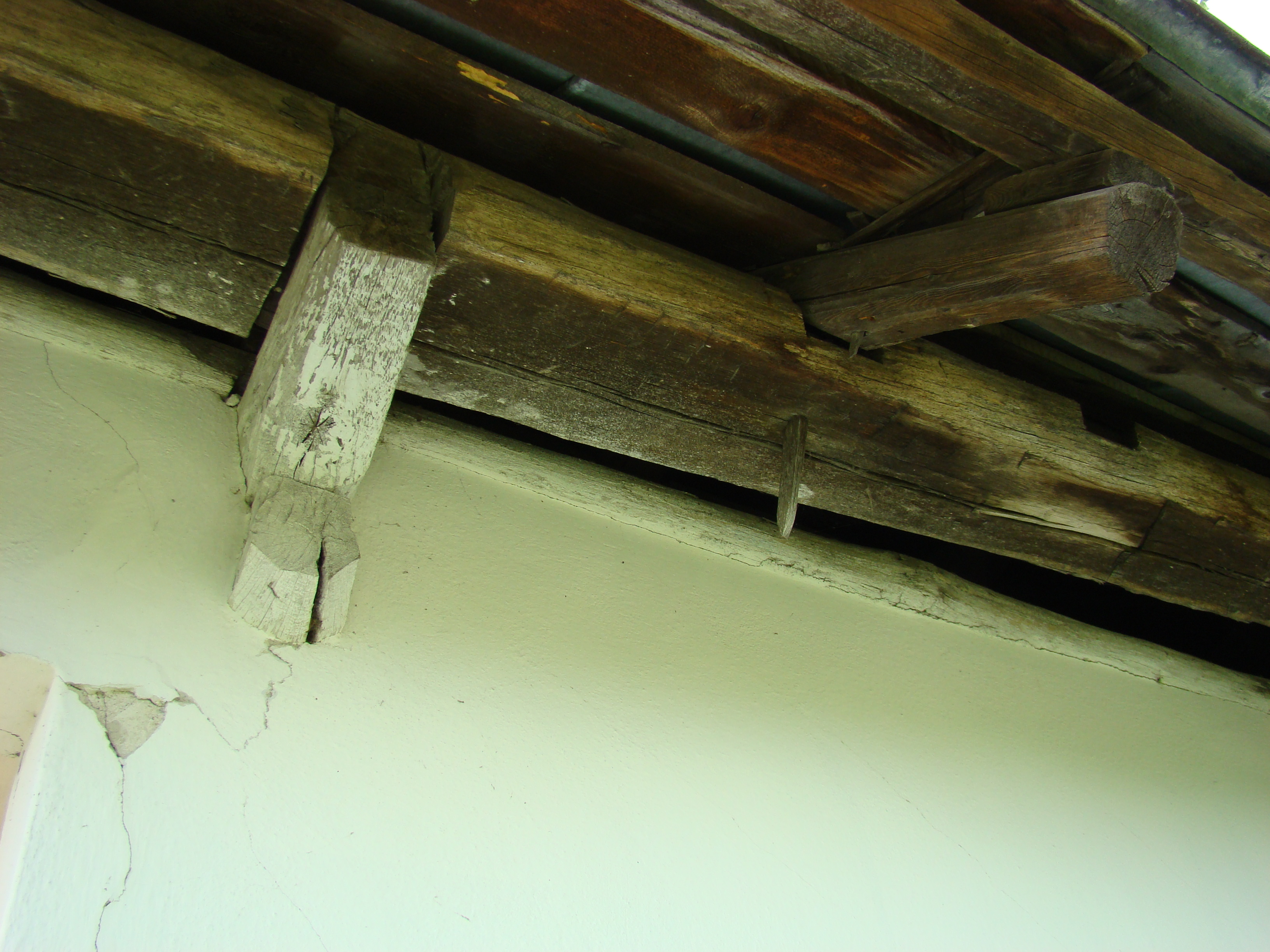
Consolă sub streașină